# Microtus brachycercus
Microtus brachycercus е вид бозайник от семейство Хомякови (Cricetidae).

## Разпространение
Видът е разпространен в Италия.